# Laura Wyld
Pour les articles homonymes, voir Wyld.
Laura Lee Wyld, baronne Wyld (née le 13 janvier 1978) est une spécialiste britannique des communications et une pair à vie.  

## Biographie
Elle est chef de l'Unité des nominations du Premier ministre de 2013 à 2016 et est membre conservateur de la Chambre des lords depuis 2017. 
Wyld fait ses études à Newcastle upon Tyne et au Sidney Sussex College, Cambridge, où elle étudie l'histoire,. Elle est nommée pour une pairie à vie dans le cadre des honneurs de démission de David Cameron en 2016, mais la création de sa pairie est retardée jusqu'au début de la session parlementaire suivante. Elle est créée baronne Wyld, de Gosforth dans la ville de Newcastle upon Tyne, le 22 juin 2017. 